# New London (Wisconsin)
New London – miasto w Stanach Zjednoczonych, w stanie Wisconsin, w hrabstwie Outagamie.